# Acido ossalico
L'acido ossalico, nome sistematico acido etandioico, è il più semplice degli acidi bicarbossilici di formula C₂H₂O₄, a volte riportata anche come (COOH)2.
A temperatura ambiente può presentarsi sotto forma di granuli solidi bianchi e inodore, oppure come cristalli trasparenti e incolori di struttura monoclina. È un composto nocivo.
Con i suoi due gruppi carbossilici si comporta da legante bidentato, ovvero forma due legami di coordinazione con uno ione metallico in soluzione, ed è il più forte acido carbossilico non alogenato esistente. È anche un riducente, dato che può facilmente ossidarsi ad anidride carbonica.

## Sintesi
Viene preparato industrialmente riscaldando a 400 °C il formiato di sodio e aggiungendo idrossido di sodio e borace.
In alternativa si possono eseguire altri processi di sintesi per la produzione di acido ossalico, come l'ossidazione di zucchero per azione dell'acido nitrico, o facendo reagire sodio e anidride carbonica a 360 °C, o ancora facendo reagire sostanze organiche con alcali caustici ad alta temperatura.

## Fonti alimentari
Si trova in natura in vari vegetali fra cui kiwi, spinaci, rabarbaro, cereali integrali, acetosa, acetosella e molti altri. 
Numerose piante lo accumulano nei tessuti per la sua tossicità in alte dosi, come sistema di difesa dalla brucazione.
Nel genere monofiletico Fenestraria le piante precipitano l'acido in forma cristallina al loro interno, costruendo delle vere e proprie fibre ottiche, e utilizzano tali strutture per trasportare la luce verso siti fotosintetici sotterranei. Queste particolari strutture sono le responsabili dello schiarimento all'estremità delle foglie, chiamato finestra, che dà il nome all'intero genere.

## Ruolo biologico
L'acido ossalico è un acido relativamente forte che irrita le pareti intestinali e può essere letale se ingerito in dosi elevate. Il valore di LD50 per un essere umano è 375 mg per chilogrammo di peso corporeo, cioè circa 25 g per una persona di 65 kg.
Una volta ingerito si lega con vari minerali (ferro, magnesio e calcio) impedendone l'assorbimento da parte dell'intestino. Per questa sua capacità di ridurre i minerali a disposizione dell'organismo, può favorire il verificarsi di stati di carenza che possono portare a malattie come osteoporosi, anemie, ecc.
Data la sua facilità a combinarsi con ioni metallici come il calcio, l'acido ossalico forma cristalli di ossalato che vanno ad irritare ulteriormente intestino e reni. I calcoli renali sono generalmente costituiti per la maggior parte da ossalato di calcio.

## Usi industriali
Le applicazioni dell'acido ossalico sfruttano la sua acidità e la sua ossidabilità: viene usato in formulazioni di prodotti sbiancanti e antiruggine, nonché in preparati per il trattamento superficiale dei manufatti in legno. 
Trova uso anche nell'industria chimica come purificante in diverse produzioni, nell'industria conciaria e tessile, come stabilizzante dell'acido cianidrico, per la fabbricazione di inchiostri e detersivi, come mezzo per la precipitazione di terre rare e per la fabbricazione della gomma. 
Viene utilizzato inoltre per il trattamento autunnale di controllo della varroa in apicoltura. 
È anche usato per la lucidatura del marmo e in combinazione con la trementina per combattere i tarli del legno.

## Ricerca dell'anione ossalato
Nell'analisi chimica è possibile ricercare la presenza dello ione ossalato, in ambiente acido, procedendo come segue:
- si acidifica la soluzione alcalina contenente gli ossalati con acido acetico e si aggiunge del nitrato di calcio. Un precipitato bianco di ossalato di calcio conferma la presenza dell'ossalato. Si aggiunge acido acetico per evitare che eventualmente precipiti anche carbonato di calcio, anch'esso bianco.
- si conferma che il precipitato consiste di ossalato di calcio per rimozione del surnatante e trattamento del precipitato con acido solforico: il precipitato deve sciogliersi completamente. Si aggiunge quindi alla soluzione qualche goccia di soluzione di permanganato di potassio, che deve perdere il suo tipico colore violetto; gli ossalati hanno la proprietà di ridurre lo ione permanganato, violetto, a manganese(II), incolore.